# Liolaemus pulcherrimus
Espèce
Statut de conservation UICN

 LC  : Préoccupation mineure
Liolaemus pulcherrimus est une espèce de sauriens de la famille des Liolaemidae.

## Répartition et habitat
Cette espèce est endémique de la province de Jujuy en Argentine. Elle vit dans la puna.

## Publication originale
- Laurent, 1992 "1991" : On some new and little known species of Liolaemus Iguanidae from Jujuy Province Argentina. Acta Zoologica Lilloana, vol. 40, no 2, p. 91-108.